# 特尔纳特岛
特尔纳特岛是印尼东部马鲁古群岛中的一个岛屿，位於哈馬黑拉島西侧，是一个圆锥型的由瓜马拉马火山的火山锥组成的岛，以前曾经是一个独立的苏丹国，是世界上丁香的主要产地，并因此曾经使当地苏丹成为印尼最富有的苏丹，现在单独为一个特尔纳特市，属于北馬魯古省。岛西北有托利雷湖。
特尔纳特岛由于处于活跃的火山地带，经常发生地震，1980年9月瓜马拉马火山曾经爆发，1999年和2000年当地曾经发生伊斯兰教徒和基督教徒间的暴力冲突。

## 歷史
特尔纳特岛是世界上主要的丁香生產國，使其統治者成為印度尼西亞地區最富有和最強大的蘇丹之一。然而，他們的大部分財富浪費在戰爭中。直到荷蘭人在19世紀殖民。
其鼎盛時期為十六世紀末巴布拉蘇丹的統治時期，當時他控制了蘇拉威西，安汶以及巴布亞。與附近的蒂多雷蘇丹國進行了激烈的競爭，長期的競爭使國力衰退最終被荷蘭殖民。